# Grünheide
Grünheide é um município da Alemanha, situado no distrito de Oder-Spree, no estado de Brandemburgo. Tem 125,92 km² de área, e sua população em 2019 foi estimada em 8.755 habitantes.